# 奥村仁
奥村 仁（おくむら じん、2001年4月3日 - ）は、大阪府高槻市出身のプロサッカー選手。Jリーグ・アルビレックス新潟所属。ポジションはミッドフィールダー（MF）。

## 来歴
塚原サンクラブでサッカーを始めた。後輩に小山史乃観がいる。
中学はセレッソ大阪U-15に所属。
高校はセレッソ大阪U-18に所属。
2020年、関西福祉大学に進学。創部6年目のサッカー部に入部。
2023年9月、アルビレックス新潟強化部スカウト担当である本間勲の目に留まり、2024年シーズンより同チームへ加入することが内定。また、J1所属チームへの内定はサッカー部創部以来初の事であった。
2024年、アルビレックス新潟に加入した。5月15日、Jリーグ初先発し、J初得点を決めた。

## 所属クラブ
- 塚原サンクラブ（高槻市立土室小学校）
- 2014年 - 2016年 セレッソ大阪U-15（高槻市立阿武山中学校）
- 2017年 - 2019年 セレッソ大阪U-18（興国高等学校）
- 2020年 - 2023年 関西福祉大学
- 2024年 -  アルビレックス新潟

## 個人成績
| 国内大会個人成績 | 国内大会個人成績 | 国内大会個人成績 | 国内大会個人成績 | 国内大会個人成績 | 国内大会個人成績 | 国内大会個人成績 | 国内大会個人成績 | 国内大会個人成績 | 国内大会個人成績 | 国内大会個人成績 | 国内大会個人成績 |
| 年度             | クラブ           | 背番号           | リーグ           | リーグ戦         | リーグ戦         | リーグ杯         | リーグ杯         | オープン杯       | オープン杯       | 期間通算         | 期間通算         |
| 年度             | クラブ           | 背番号           | リーグ           | 出場             | 得点             | 出場             | 得点             | 出場             | 得点             | 出場             | 得点             |
| 日本             | 日本             | 日本             | 日本             | リーグ戦         | リーグ戦         | リーグ杯         | リーグ杯         | 天皇杯           | 天皇杯           | 期間通算         | 期間通算         |
| ---------------- | ---------------- | ---------------- | ---------------- | ---------------- | ---------------- | ---------------- | ---------------- | ---------------- | ---------------- | ---------------- | ---------------- |
| 2024             | 新潟             | 30               | J1               | 16               | 1                | 5                | 1                | 1                | 1                | 22               | 3                |
| 2025             | 新潟             | 30               | J1               |                  |                  |                  |                  |                  |                  |                  |                  |
| 通算             | 日本             | 日本             | J1               | 16               | 1                | 5                | 1                | 1                | 1                | 22               | 3                |
| 総通算           | 総通算           | 総通算           | 総通算           | 16               | 1                | 5                | 1                | 1                | 1                | 22               | 3                |

出場歴
- Jリーグ初出場 - 2024年4月3日 J1第6節 ジュビロ磐田戦（ヤマハスタジアム）
- Jリーグ初得点 - 2024年5月15日 J1第14節 横浜F・マリノス戦（デンカビッグスワンスタジアム）

## タイトル
- セレッソ大阪U-15 
  - 高円宮杯 JFA 全日本U-15サッカー選手権大会:1回 (2015年)
  - 高円宮杯U-15サッカーリーグ関西 サンライズリーグ:1回 (2014年)